# Neomussaenda kostermansiana
Neomussaenda kostermansiana är en måreväxtart som beskrevs av Christian Tange. Neomussaenda kostermansiana ingår i släktet Neomussaenda och familjen måreväxter. Inga underarter finns listade i Catalogue of Life.